# Borki (Radzymin)
Pour les articles homonymes, voir Borki.
Borki (prononciation : [ˈbɔrki]) est un village polonais situé dans la gmina de Radzymin dans le powiat de Wołomin et en voïvodie de Mazovie dans le centre-est de la Pologne.
Il se situe à environ 8 kilomètres au nord-ouest de Radzymin, 16 kilomètres au nord-ouest de Wołomin (siège du powiat), et à 29 kilomètres au nord de Varsovie (capitale de la Pologne)
Le village possède une population d'environ 250 habitants.

## Histoire
De 1975 à 1998, le village appartenait administrativement à la voïvodie de Varsovie.